# Emanuel Brítez
Emanuel Brítez (Santa Fe, 26 marzo 1992) è un calciatore argentino, difensore del Fortaleza.

## Caratteristiche tecniche
È un terzino destro.

## Carriera
Cresciuto nelle giovanili dell'Unión (SF), ha esordito il 20 aprile 2017 in occasione del match vinto 2-0 contro il Talleres (C).
Dopo delle esperienze all'Independiente, al Rosario Central e al Defensa y Justicia, il 10 luglio ritorna all'Unión (SF) con la formula del prestito.

## Statistiche

### Presenze e reti nei club
Statistiche aggiornate al 27 febbraio 2018.
| Stagione                  | Squadra                   | Campionato                | Campionato | Campionato | Coppe nazionali | Coppe nazionali | Coppe nazionali | Coppe continentali | Coppe continentali | Coppe continentali | Altre coppe | Altre coppe | Altre coppe | Totale | Totale | Totale |
| Stagione                  | Squadra                   | Comp                      | Pres       | Reti       | Comp            | Pres            | Reti            | Comp               | Pres               | Reti               | Comp        | Pres        | Reti        | Pres   | Reti   |        |
| ------------------------- | ------------------------- | ------------------------- | ---------- | ---------- | --------------- | --------------- | --------------- | ------------------ | ------------------ | ------------------ | ----------- | ----------- | ----------- | ------ | ------ | ------ |
| 2012-2013                 | Unión (SF)                | PD                        | 16         | 0          | CA              | 1               | 0               |                    | -                  | -                  |             | -           | -           | 17     | 0      |        |
| 2013-2014                 | Unión (SF)                | BN                        | 25         | 2          | CA              | 1               | 0               |                    | -                  | -                  |             | -           | -           | 26     | 2      |        |
| 2014                      | Unión (SF)                | BN                        | 15         | 0          |                 | -               | -               |                    | -                  | -                  |             | -           | -           | 15     | 0      |        |
| 2015                      | Unión (SF)                | PD                        | 21         | 3          | CA              | 2               | 0               |                    | -                  | -                  |             | -           | -           | 23     | 3      |        |
| 2016                      | Unión (SF)                | PD                        | 12         | 1          | CA              | 4               | 1               |                    | -                  | -                  |             | -           | -           | 16     | 2      |        |
| 2016-2017                 | Unión (SF)                | PD                        | 19         | 2          | CA              | 0               | 0               |                    | -                  | -                  |             | -           | -           | 19     | 2      |        |
| 2017-2018                 | Unión (SF)                | PD                        | 8          | 0          | CA              | 0               | 0               |                    | -                  | -                  |             | -           | -           | 8      | 0      |        |
| 2017-2018                 | Independiente             | PD                        | 6          | 0          | CA              | 1               | 0               | CL                 | 3                  | 0                  | RS          | 0           | 0           | 10     | 0      |        |
| 2018-2019                 | Independiente             | PD                        | 16         | 1          | CA+CdL          | 0+2             | 0               | CS                 | 3                  | 0                  |             | -           | -           | 21     | 1      |        |
| Totale Independiente      | Totale Independiente      | Totale Independiente      | 22         | 1          |                 | 3               | 0               |                    | 6                  | 0                  |             | 0           | 0           | 31     | 1      |        |
| 2019-2020                 | Rosario Central           | PD                        | 22         | 1          | CA+CdL          | 0+1             | 0               |                    | -                  | -                  |             | -           | -           | 23     | 1      |        |
| 2020                      | Defensa y Justicia        |                           | -          | -          | CdL             | 1               | 0               | CS                 | 7                  | 0                  |             | -           | -           | 8      | 0      |        |
| 2021                      | Defensa y Justicia        |                           | -          | -          | CdL+CA          | 11+1            | 0               | CL                 | 5                  | 0                  | RS          | 1           | 0           | 18     | 0      |        |
| Totale Defensa y Justicia | Totale Defensa y Justicia | Totale Defensa y Justicia | -          | -          |                 | 13              | 0               |                    | 12                 | 0                  |             | 1           | 0           | 26     | 0      |        |
| 2021                      | Unión (SF)                | PD                        | 23         | 3          |                 | -               | -               |                    | -                  | -                  |             | -           | -           | 23     | 3      |        |
| 2022                      | Unión (SF)                | PD                        | 5          | 1          | CA+CdL          | 0+13            | 0               | CS                 | 7                  | 1                  |             | -           | -           | 25     | 2      |        |
| Totale Unión              | Totale Unión              | Totale Unión              | 144        | 12         |                 | 21              | 1               |                    | 7                  | 1                  |             | -           | -           | 172    | 14     |        |
| 2022                      | Fortaleza                 | A                         | 20         | 1          | CB              | 2               | 0               |                    | -                  | -                  |             | -           | -           | 22     | 1      |        |
| 2023                      | Fortaleza                 | PD/CE+A                   | 5+9        | 0          | CB              | 2               | 0               | CL+CS              | 1+4                | 0                  | CdN         | 7           | 0           | 28     | 0      |        |
| Totale Fortaleza          | Totale Fortaleza          | Totale Fortaleza          | 34         | 1          |                 | 4               | 0               |                    | 5                  | 0                  |             | 7           | 0           | 50     | 1      |        |
| Totale carriera           | Totale carriera           | Totale carriera           | 222        | 15         |                 | 42              | 1               |                    | 30                 | 1                  |             | 8           | 0           | 302    | 17     |        |

## Palmarès

### Club

#### Competizioni statali
- Campionato Cearense: 1

Fortaleza: 2023

#### Competizioni regionali
- Copa do Nordeste: 1

Fortaleza: 2024

#### Competizioni internazionali
- Coppa Sudamericana: 1

Defensa y Justicia: 2020
- Recopa Sudamericana: 1

Defensa y Justicia: 2021